# رفيق عارف
الفريق الركن محمد رفيق عارف أمين هو آخر رئيس لأركان الجيش العراقي في عهد المملكة العراقية (2 تشرين الأول 1953 - 14 تموز 1958). وهو قائد عسكري عربي بغدادي الأصل من عائلة (القيماقجي).

## نشأته وحياته
ولد في قضاء الهندية (طويريج) عام 1908 عندما كان والده يعمل هناك، ودخل المدرسة العسكرية في بغداد في 12 آيار 1924، وهو العام الذي قبلت فيهِ أول دورة من التلاميذ في هذه المدرسة، وبهذا يكون الفريق الركن محمد رفيق عارف أول من شغل منصب رئيس أركان الجيش من خريجي المدرسة العسكرية العراقية. وقد درس العلوم العسكرية في كل من المدرسة (لاحقاً) الكلية العسكرية العراقية الملكية، وأكمل الدراسة في الأكاديمية العسكرية البريطانية في (ووليج - إنجلترا). ثم التحق بكلية الأركان البريطانية في (كويتا - الهند (حالياً باكستان))، وكان من أبرز أساتذته هناك المشير (فيلد مارشال) برنارد مونتجومري بطل معركة العلمين منتصف الحرب العالمية الثانية، الذي ظل على علاقة وثيقة بمحمد رفيق عارف حتى وفاته. وقد قيمه مونتجومري بامتياز في دراسته، وشهادة تقييمه محفوظة لدى وثائق وزارة الدفاع العراقية. 

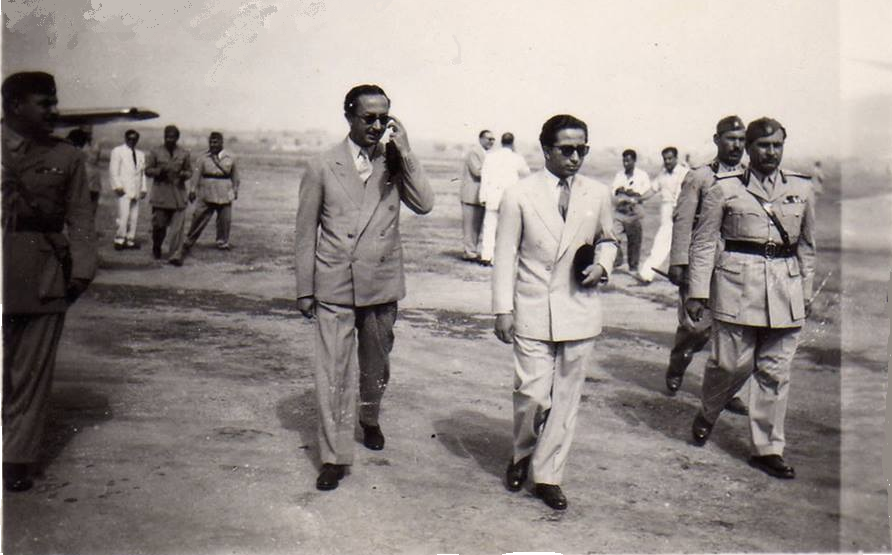
الملك فيصل الثاني والوصي عبد الإله في مطار الموصل عام 1957 مع رفيق عارف رئيس أركان الجيش على يمين الصورة ويظهر خليل الدباغ آمر موقع الموصل على يسارها

## حياته العسكرية
شغل محمد رفيق عارف مناصب عدة في الجيش العراقي خلال العهد الملكي، منها آمر اللواء الرابع وآمر كلية الأركان وقائد الفرقة الثانية. وبعد أن شغل منصب رئيس أركان الجيش العراقي لمدة أربع سنوات، أختير رئيساً لأركان جيش الاتحاد العربي الذي ضم في حينها الجيشين العراقي والأردني وبقي في منصبهِ حتى نهاية العهد الملكي بالانقلاب العسكري في 14 تموز 1958. عندها أعتقل وحوكم أمام محكمة الشعب التي شكلت بعد انقلاب 14 تموز 1958 لمحاكمة رجال العهد الملكي.
ثم أفرج عنه بعد ثلاث سنوات، واعيد الاعتبار إليه بعد إلغاء المحكمة المذكورة وإلغاء كافة إجراءاتها. وبعد إحالته على التقاعد ظل رفيق عارف في العراق ولم يغادره، وحج إلى الكعبة. 

## وفاته
توفى في بغداد أواخر آب 1992. ومن الجدير بالذكر ان للفريق الركن محمد رفيق عارف أخ هو الزعيم (العميد) وفيق عارف الذي كان يشغل منصب آمر اللواء الأول ضمن تشكيلات الفرقة الأولى قبل 14 تموز 1958.